# 鐵路大亨3
《铁路大亨3》是《铁路大亨II》續作，于2003年10月27日发布。

## 战役剧情
与《铁路大亨II》相似，此游戏包含16个战役，分为四个区－北美、欧洲、世界与未来。战役的界面是一家铁路博物馆，並由《铁路大亨II》中的老人进行解说。
1. ↑  . Steam.   [2016-10-19]. （原始内容存档于2017-03-29） （中文（简体）及英语）.